# Paul Methuen, 3:e baron Methuen

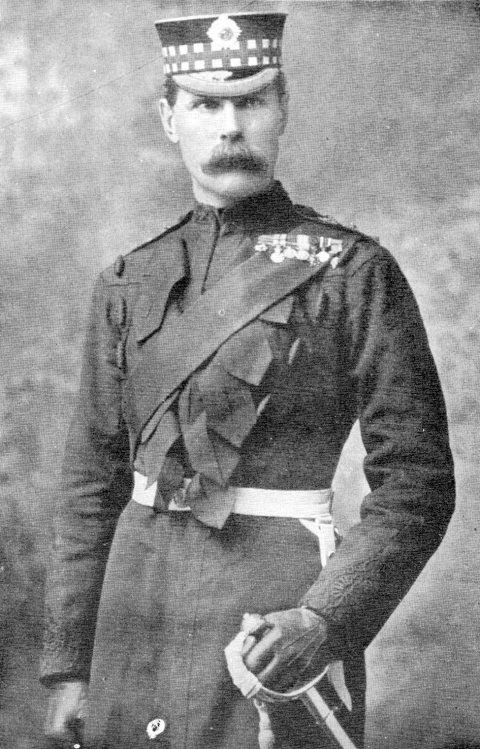
Paul Methuen, 3:e baron Methuen.

Paul Sanford Methuen, 3:e baron Methuen, född 1 september 1845 i Wiltshire, död 30 oktober 1932 i London, var en brittisk fältmarskalk, sonsons son till en brorson till John Methuen.

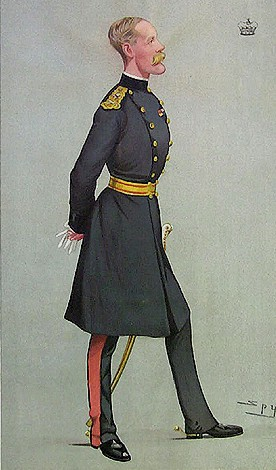
Paul Methuen, 3:e baron Methuen. Karikatyr i Vanity Fair.

Methuen deltog i expeditionen till Guldkusten 1873 och Bechuanaland 1884-1885, varefter han under några år innehade befattning som tillförordnad generaladjutant i Sydafrika. Vid boerkrigets utbrott i oktober 1899 erhöll han, som då befordrats till generallöjtnant, befäl över 1:a arméfördelningen, med vilken han från De Aar i Kapkolonin framgick till Kimberleys undsättning. 
Under kriget slog han boerna vid Belmont 23 november och vid Graspan (Enslin) 25 november, varpå han framryckte mot Modder River och trängde en större boerstyrka (under Cronjé), efter en långvarig och förlustrik strid 28 november över floden, som övergicks av britterna, men blev av boerna i grund slagen vid Magersfontein 10 och 11 december. 
Under återstoden av kriget opererade Methuen med växlande framgång, huvudsakligen i nordvästra delen av krigsskådeplatsen, mot De Wet och de la Rey. Slutligen överraskade boerna, under den sistnämndes befäl, en av Methuens kolonner, vid vilken han själv befann sig, vid Tweebosch (i västra Transvaal) 7 mars 1901 och slog denna, varvid Methuen blev sårad och tillfångatagen, men omedelbart därefter åter frigiven.
Efter krigets slut befordrades han, som genom personligt mod, beslutsamhet och viljekraft trots motgångarna behållit truppernas förtroende, till general och var 1907-1909 överbefälhavare över samtliga brittiska stridskrafter i Sydafrika. Han utnämndes 1911 till fältmarskalk.